# HLA-B60
HLA-B60 هو نمط مصلي من مستضد الكريات البيضاء البشرية-ب.